# Jacques de Savoie-Nemours

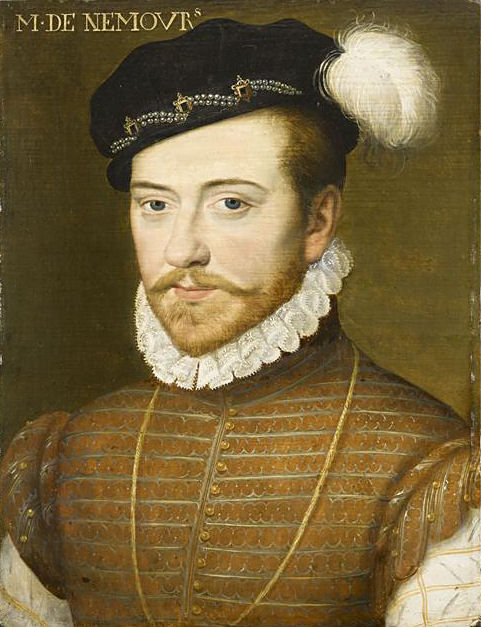
Jacques de Savoie, duc de Nemours, Anonym, Musée Condé, Chantilly

Jacques de Savoie-Nemours (* 12. Oktober 1531 im Kloster Vauluisant; † 15. oder 18. Juni 1585 in La Cassine-Chastelier bei Moncalieri (Piemont)) war ein Fürst aus der Familie Savoyen-Nemours, einer jüngeren Linie des Hauses Savoyen; er war ein bedeutender Protagonist am französischen Hof, der während der Italienischen und der Hugenottenkriege in der königlichen Armee diente.

## Leben
Jacques de Savoie-Nemours ist der Sohn von Philippe de Savoie-Nemours, apanagierter Graf von Genevois und Herzog von Nemours, und Charlotte d’Orléans-Longueville, Tochter von Louis I. d’Orléans-Longueville, Herzog von Longueville, somit ein leiblicher Vetter des Königs Franz I. 1533 wurde er durch den Tod seines Vaters Herzog von Nemours.
Im Alter von 15 Jahren wurde er König Franz I. vorgestellt, ein Jahr darauf trat Heinrich II. die Herrschaft an. Später versuchte Jacques de Savoie-Nemours vergeblich, seinem Cousin Léonor d’Orléans-Longueville die Nachfolge im Fürstentum Neuenburg (1551) streitig zu machen. 1552 nahm er an der Belagerung von Lens, 1553 an der Verteidigung von Metz gegen die Truppen des Kaisers Karl V. teil. Anschließend diente er in der Grafschaft Flandern und in Italien bis zum fünfjährigen Waffenstillstand von Vaucelles am 5. Februar 1556, mit dem die französischen Eroberungen in Lothringen festgeschrieben wurden. Er wurde zum Colonel général der leichten Kavallerie befördert, die er bei der Belagerung von Diedenhofen (1558) kommandierte.
1555 hatte seine Schwester Jeanne (1532–1568) Nicolas de Lorraine, Comte de Vaudémont geheiratet und war dadurch zur Stiefmutter der damals zweijährigen Louise de Lorraine-Vaudémont geworden, die 1575 als Ehefrau Heinrichs III. Königin von Frankreich wurde.
Die Historikerin Jacqueline Boucher beschreibt Jacques de Savoie-Nemours als „großen, gebildeten, sportlichen, kultivierten und weltgewandten Seigneur, der für sein Talent als Verführer bekannt ist.“.
1557 wurde er aus seiner Beziehung zu Françoise de Rohan, Dame de Garnache (um 1540–1591), Vater eines Sohnes, Henri de Genevois. Da er ihr ein Eheversprechen gegeben hatte, überzog sie ihn mehrere Jahre mit Klagen, die Prozesse hielten die gesamten Hugenottenkriege über an und endeten erst mit einer Lösung, mit der der Jurist (und Mathematiker) François Viète alle Seiten zufrieden stellen konnte.
Als König Heinrich II. am 30. Juni 1559 bei einem Turnier, das Teil der Feiern anlässlich der Verträge von Cateau-Cambrésis war, schwer verletzt wurde, war er einer seiner Helfer – und am Todestag des Königs, dem 10. Juli 1559, Bevollmächtigter des Herzogs Emanuel-Philibert von Savoyen (1528–1580) bei dessen Heirat, die zur Bekräftigung der genannten Verträge geschlossen wurde, mit Marguerite de Valois (1523–1574), der Schwester des Verstorbenen.
Im Sommer 1559 war er zudem ein ernsthafter Anwärter auf die Hand der englischen Königin Elisabeth I. (1533–1603), die ebenfalls Vertragspartner von Cateau-Cambrésis war. Die Heirat wurde am französischen Hof als bereits vereinbart angesehen, aber die übliche Zurückhaltung der Königin und der Krieg der Franzosen in Schottland ließen das Vorhaben scheitern. Damit Jacques de Savoie-Nemours die Königin besuchen konnte, hatte Heinrich II. ihn zum außerordentlichen Botschafter ernannt; nach dem Tod des Königs bereitete Nemours seine Reise weiter vor (Juli–September 1559), doch kam sie nicht zustande. Die Frankophobie des englischen Hofes und der Druck der Berater der Königin, sich bei der Vertreibung der Franzosen aus Schottland zu engagieren, hatten wohl nichts damit zu tun. Einen anderen Grund liefert Madame de Lafayette in ihrem Roman Die Prinzessin von Clèves (1678), in dem M. de Nemours sich wegen seiner Liebe zu Anna d’Este, die mit François de Lorraine, duc de Guise verheiratet war, weigerte, die Reise anzutreten.
Am 7. Dezember 1561 wurde er von Karl IX. in den Michaelsorden aufgenommen.
In den im Jahr darauf ausbrechenden Hugenottenkriegen stand er weiterhin im Dienst des Königs. Er nahm an der Eroberung von Bourges teil und schlug zwei Mal den Protestantenführer François de Beaumont, Baron des Adrets. Er kommandierte die Schweizer, die Karl IX. nach Paris zurückbrachten, den die Calvinisten in Montceaux-lès-Meaux entführen wollten.
Nachdem er am 27. Dezember 1562 zum Gouverneur von Lyon ernannt worden war, wobei er auch für die Auvergne, das Bourbonnais und La Marche zuständig war, scheiterte er bei dem Versuch, Lyon zu erobern, das von Jean V. de Parthenay für die Hugenotten gehalten wurde. Das Edikt von Amboise vom 19. März 1563 versöhnte für einige Zeit die beiden Parteien. Sein Amt als Gouverneur von Lyon wurde am 4. Juli 1564 dokumentiert. Am 31. Dezember 1564 wurde er von Emanuel Philibert von Savoyen zum Herzog von Genevois ernannt.
Im Jahr zuvor, am 18. Februar 1563, war der Duc de Guise bei der Belagerung von Orléans durch ein Attentat schwer verletzt worden, dem er am 24. Februar 1563 erlag. Während der Mörder sofort ergriffen und hingerichtet worden war, setzte Anna d’Este alles daran, den in ihren Augen als Auftraggeber verantwortlichen Anführer der französischen Hugenotten, Gaspard de Coligny, juristisch zu verfolgen. Drei Jahre lang bedrängte die Witwe den König und seine Gerichte mit ihren Forderungen, doch im Januar 1566 erklärte der königliche Rat Coligny für unschuldig und gebot ewiges Schweigen in dieser Angelegenheit.
Drei Monate später, am 29. April 1566, konnte Jacques de Savoie-Nemours im Schloss Saint-Maur die Witwe Anna d’Este, Tochter von Ercole II. d’Este (1508–1599), Herzog von Ferrara, und Renée de France, und Enkelin von Ludwig XII. heiraten, nachdem Jeanne d’Albret, Titularkönigin von Navarra und Kusine Françoise de Rohans, ohne Erfolg versucht hatte, dies zu verhindern. Er wurde dadurch der Stiefvater unter anderem von Henri, Duc de Guise (* 1550), Charles (1554–1611) und Louis (1555–1588).
Am 10. November 1567 nahm Jacques de Savoie-Nemours an der Schlacht bei Saint-Denis teil. 1569 bekam er den Auftrag, sich dem Einmarsch der Truppen des Herzogs von Zweibrücken entgegenzustellen, scheiterte aber mit dieser Aufgabe durch Verschulden von Duc d’Aumale, dem ehemaligen Schwager seiner Frau. Anfang 1571 trat er als Gouverneur von Lyon zurück. Als seinen Nachfolger empfahl er seinen Lieutenant François de Mandelot, der am 17. Februar 1571 ernannt wurde.
Jacques de Savoie-Nemours und Anna d’Este zogen sich in ihr Herzogtum Genevois zurück, wo er sich der Kunst und der Literatur zu widmete. 1578 wurde er zum Ritter im neu gegründeten Orden vom Heiligen Geist ernannt, eine formelle Aufnahme fand jedoch nicht statt, denn dafür hätte er nach Paris reisen müssen. Jacques de Savoie-Nemours starb am 15. oder 18. Juni 1585 auf seinem Gut La Cassine-Chastelier bei Moncalieri (Piemont) an der Gicht. Der Leichnam wurde in der Kirche Notre-Dame-de-Liesse d'Annecy bestattet.
Als Witwe lebte Anna d’Este dann hauptsächlich in Paris, in ihrem Hôtel de Nemours, das sich links der Seine in der heutigen Rue Séguier befand. Mit der Wiederbelebung der Katholischen Liga nach dem Tod des Thronfolgers François-Hercule de Valois, duc d’Alençon 1584, in der ihre Söhne eine wichtige Rolle spielten, stieg auch die Bedeutung der Herzogin für das politische Geschehen in Frankreich beträchtlich. Zu Weihnachten 1588 ließ Heinrich III. ihre beiden Söhne Henri und Louis im Schloss Blois ermorden, Anna d’Este selbst wurde inhaftiert. Zwar schweigen die meisten Quellen über die Taten der Herzogin in der Zeit nach ihrer Freilassung, doch sahen einige ihrer Zeitgenossen in ihr die Auftraggeberin für den Mord an Heinrich III. am 2. August 1589. In der von Heinrich IV. belagerten Hauptstadt war Anna d’Este, von der Liga zur „Königin-Mutter“ stilisiert, eine der Hauptfiguren. Nach der Konversion Heinrichs IV. zum Katholizismus erkannte sie den Bourbonen aber als König an und bemühte sich, auch ihre noch lebenden Söhne zu diesem Schritt zu bewegen.

## Nachkommen
Die Kinder von Jacques de Savoie-Nemours und Anna d’Este sind:
- Charles-Emmanuel (1567–1595), Duc de Nemours, ledig
- Marguerite Marie (1569–1572)
- Henri I. (1572–1632), Duc de Nemours; ⚭ 1618 Anne de Lorraine, Duchesse d’Aumale (1600–1638)
- Emmanuel Philibert

Jacques de Savoie-Nemours hatte mehrere uneheliche Kinder:
- Henri de Genevois oder Henri de Nemours, genannt  le Prince de Genève (1557–1596), aus seiner Verbindung mit Françoise de Rohan, Dame de Garnache (um 1540–1591)
- Jacques, genannt Jacques II., de Savoie oder der Jüngere († 1595), Abt von Talloires und Entremont, aus seiner Verbindung mit Jeanne Dupré[12]